# Anna Maria Mengs
Anna Maria Teresa Mengs ou Ana Carmona (Dresde, 1751 - Madrid, 1792) est une peintre allemande. Peintre de cour de l'infant Louis Antoine de Bourbon et académicienne d'honneur de l'Académie royale des Beaux-Arts de San Fernando. Elle s'est principalement fait connaître comme miniaturiste et portraitiste au pastel.

## Biographie
Fille du peintre Anton Raphael Mengs et de Margarita Guazzi, Anna Maria Mengs naît en 1751 à Dresde, dans l'Électorat de Saxe. Disciple de son propre père, elle montre dès 7 ans ses capacités pour le dessin et la couleur. En 1761, Anton Rapael Mengs est appelé à travailler pour la cour de Charles III et toute la famille s'installe à Madrid,.
En 1778, Anna Maria Teresa Mengs se marie à Rome avec le graveur espagnol Manuel Salvador Carmona, avec qui elle a sept enfants, puis s'installe à Madrid,. En 1800, dans son Diccionario histórico de los más ilustres profesores de las Bellas Artes en España, Juan Agustín Ceán Bermúdez écrit à son sujet :

« Après s'être installée à Madrid, bien que les obstacles se soient multipliés avec sept accouchements et avec l'éducation de ses enfants, elle n'a pas cessé de peindre en miniature et au pastel avec bon goût et intelligence. »

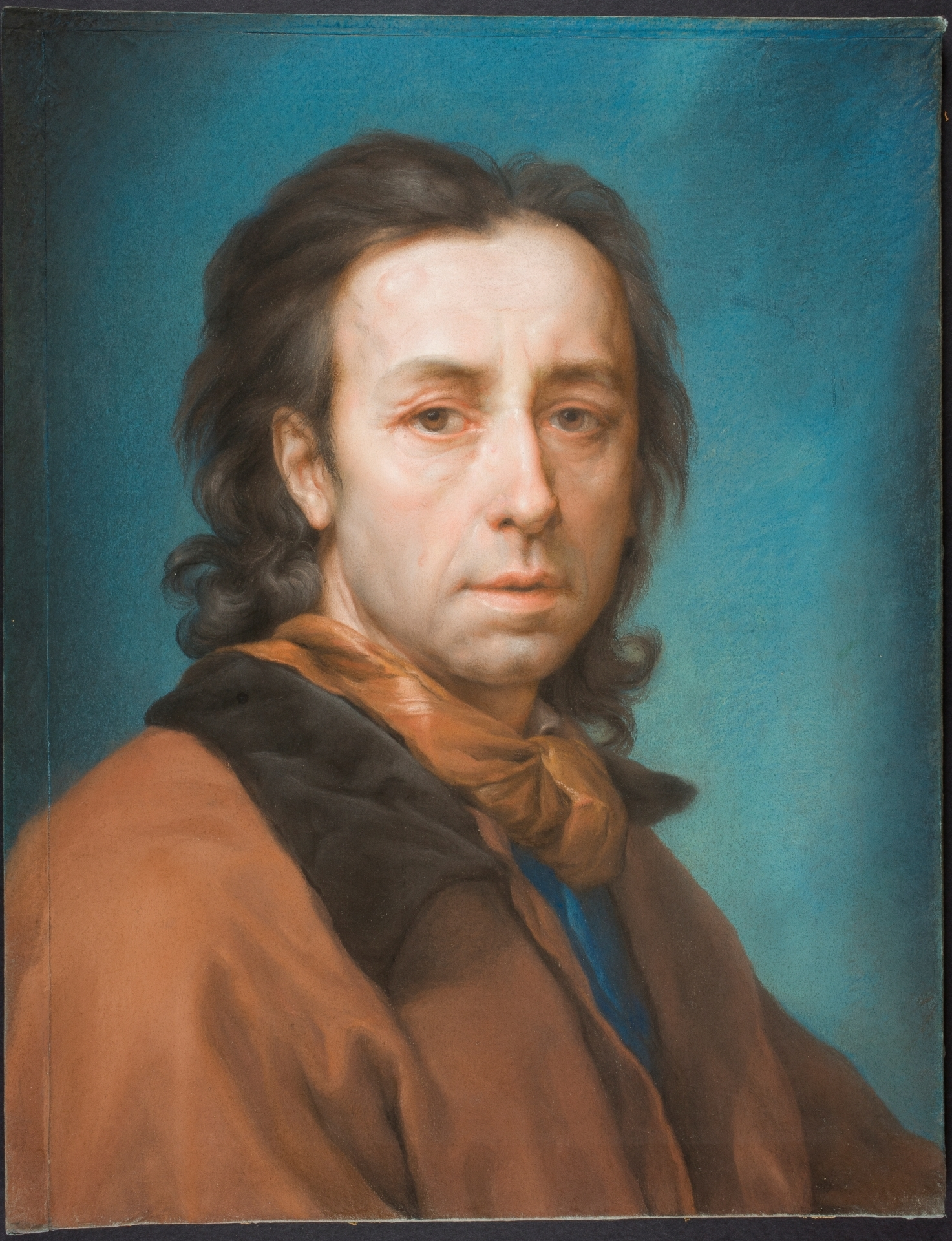
Portrait d'Anton Rafael Mengs, dessin au pastel sur papier (57.3 x 44.2 cm), d'après un autoportrait d'Anton Rafael Mengs..

Mengs produit des paysages, des portraits au pastel et des miniatures. Ses œuvres se distinguent par « la précision du dessin et la délicate harmonie chromatique », et Mengs est considérée comme la plus brillante miniaturiste de la seconde moitié du XVIIIe siècle en Espagne.
Elle réalise différents portraits de l'infant Louis Antoine de Bourbon, ainsi que de la marquise de Valdecarzana, de Doña Juliana Moraux ou encore celui de son mari. Ce dernier est conservé à l'Académie royale des Beaux-Arts de San Fernando, qui admet Mengs comme académicienne d'honneur émérite le 29 août 1790,.
Anna Maria Teresa Mengs meurt le 29 octobre 1792 à Madrid, dans sa maison de la calle del Príncipe. Elle est enterrée à l'église Saint-Sébastien (es), à Madrid.